# 芒特莫蘭

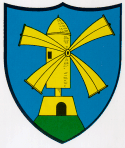
芒特莫兰徽章

芒特莫蘭是瑞士的城鎮，位於該國西部，由納沙泰爾州負責管轄，面積4.06平方公里，海拔高度772米，2011年人口568，四成人口信奉基督教，人口密度每平方公里140人。